# Lou Drofenik
Lou Drofenik (Birkirkara, 7 febbraio 1941) è una scrittrice maltese residente a Victoria, in Australia.

## Biografia
Drofenik è nata Lou Zammit a Birkirkara, Malta . Suo padre era un scalpellino. Ha completato la sua istruzione primaria e secondaria a Malta, e ha insegnato alla scuola elementare di Siġġiewi prima di emigrare in Australia nel 1962 tramite il Single Women's Migrant Scheme. Si è laureata in scienze dell'educazione presso l'Università di La Trobe e ha proseguito i suoi studi di dottorato presso la stessa università, concentrandosi sugli effetti della migrazione sull'identità morale delle donne maltesi migranti in Australia. Da allora ha lavorato come educatrice nel sistema scolastico cattolico australiano.
È sposata e ha quattro figli e sei nipoti.

## Lavoro
Drofenik ha pubblicato otto romanzi. La sua narrativa si basa su ampie ricerche storiche e si concentra sull'esperienza dei migranti, in particolare in un contesto maltese-australiano. Il suo lavoro è noto per il suo impegno con le questioni dell'identità maltese e dei migranti, ed è stato elogiato per il suo impegno con le prospettive e le esperienze femminili in distinzione con la "visione prevalentemente patriarcale" di gran parte della tradizione letteraria maltese.

### Opere
- Birds of Passage (auto-pubblicato, 2005: ISBN 9780646434094 )
- Alla ricerca di Carmen Caruana (autopubblicata, 2007: ISBN 9780646469461    )
- Di chiodi di garofano e mandorle amare (National Biographic, 2008: ISBN 9780980337624    )
- Cast the Long Shadow (National Biographic, 2010: ISBN 9780980632378    )
- Beloved Convict (Maltese Historical Society, 2011: ISBN 9780646568706    )
- Bushfire Summer (auto-pubblicato, 2013: ISBN 9780646913926    )
- The Confectioner's Daughter (Horizons, 2016: ISBN 978-99957-63-15-2    )
- Love in the Time of the Inquisition (Horizons, 2017)

### Premi
Drofenik ha ricevuto tre premi del National Book Council di Malta - nel 2008 per Alla ricerca di Carmen Caruana nella categoria Romanzo o racconto in inglese, nel 2010 per Cast the Long Shadow nella categoria Romanzo in un'altra lingua,  e nel 2017 per The Confectioner's Daughter nella categoria Romanzo in maltese o inglese. Due dei suoi romanzi - Of Cloves and Bitter Almonds e Beloved Convict - hanno anche ricevuto il premio Australian North Central Literary Award.